# Итаби
Итаби (порт. Itabi)  —  муниципалитет в Бразилии, входит в штат Сержипи. Составная часть мезорегиона Сертан штата Сержипи. Входит в экономико-статистический  микрорегион Сержипана-ду-Сертан-ду-Сан-Франсиску. Население составляет 5425 человек на 2006 год. Занимает площадь 202,9 км². Плотность населения — 26,74 чел./км².
Праздник города —  5 ноября.

## История
Город основан 5 ноября 1953 года. 

## Статистика
- Валовой внутренний продукт на 2004 составляет 19.201.727,00 реалов (данные: Бразильский институт географии и статистики).
- Валовой внутренний продукт на душу населения на 2004 составляет 3.590,45 реалов (данные: Бразильский институт географии и статистики).
- Индекс развития человеческого потенциала на 2000 составляет 0,623 (данные: Программа развития ООН).

## География
Климат местности: тропический.